# Epitélio cúbico

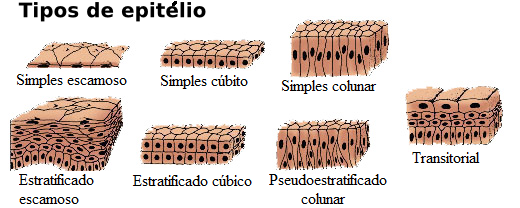
Tipos de epitélio.

Epitélio cúbico é um tipo de epitélio compostos por células  com forma de cubos, com sua largura aproximadamente igual a sua altura. Podem ser divididos em:
- Epitélio cúbico simples: Com funções excretoras, secretoras e absorventes. É encontrado no revestimento externo do ovário, dos túbulos renais, dos ductos secretores (das glândulas salivares e do pâncreas) e nos folículos tireoidianos.[1]

- Epitélio cúbico estratificado: Geralmente são especializados em transporte ativo de íons. É encontrado em ductos de glândulas exócrinas como as glândulas sudoríparas).[2]